# پینارباشی (قسطمونی)
پینارباشی (به ترکی استانبولی: Pınarbaşı) یک منطقهٔ مسکونی در ترکیه است که در استان قسطمونی واقع شده‌است. پینارباشی ۷۴۲ متر بالاتر از سطح دریا واقع شده‌است.